# Acacia sulitii
Acacia sulitii är en ärtväxtart som beskrevs av Ivan Christian Nielsen. Acacia sulitii ingår i släktet akacior, och familjen ärtväxter. Inga underarter finns listade i Catalogue of Life.